# Ferrovissime
Ferrovissime est une revue française fondée en 2008 et appartenant au groupe LR Presse qui traite des thèmes autour du chemin de fer réel et de l'histoire des chemins de fer. Elle a pris la suite de Correspondances Ferroviaires arrêtée en 2007. Elle comporte habituellement 84 pages, format A4 ; sa parution est bimestrielle depuis janvier 2014 (auparavant, elle était mensuelle). Le rédacteur en chef est Jehan-Hubert Lavie.

## Contenu
Dans chaque numéro, on trouve une série d'articles qui comportent plusieurs thèmes :
- Histoire au présent (l'époque actuelle)
- Montez à bord (trésor d'archives et explications didactiques de termes ferroviaires)
- Star du rail : un article important sur une série de machines qui ne l'est pas moins
- Portrait du rail : étude sur une vingtaine de pages d'un matériel roulant
- Le monde des cheminots (cœur de métier, gares et installations, matériel roulant d'hier, des trains sous la loupe)

## Hors Série
Des hors séries sont publiés à partir de 2014. Les thèmes sont variés.  
- Le premier porte sur les autorails de prestige de la SNCF et est sorti en kiosque à la fin juin 2014.
- Le deuxième est paru pour Rail-Expo 2014 (fin novembre 2014). Il traite de toutes les locomotives électriques 25 000 volts de la SNCF et présente, entre autres, un panorama de tous les wagons employés par les mines et la sidérurgie.
- Le troisième, annoncé pour la fin juin 2015 a pour thème les trains des vacances.
- Le quatrième prévu pour la fin 2015 sera sur les locomotives diesel

## Auteurs récurrents
Un certain nombre d'auteurs collaborent régulièrement à la revue. Parmi eux, on peut citer Frédéric Didelot, Jean-Paul Foitet, Aurélien Prévot, Michel Boumier et Thierry Porcher. Vincent Cuny, après avoir été rédacteur en chef adjoint, ne collabore plus.